# Coppa Italia 2023-2024 (pallamano femminile)
La Coppa Italia di pallamano 2023-2024 è stata la 33ª edizione della coppa nazionale di pallamano femminile.
La manifestazione si è tenuta dal 1 al 4 febbraio alla Play Hall di Riccione.

## Formula
Il torneo si disputa con la formula delle Final Eight. Le otto squadre ammesse sono le prime otto classificate al termine del girone d'andata della Serie A1 2023-24.
La vincitrice della manifestazione si aggiudica un posto in EHF European Cup per la stagione successiva. Nel caso la vincitrice si sia già qualificata per qualsiasi coppa europea durante il campionato, la qualificazione viene assegnata alla finalista.

## Squadre partecipanti
- Prima classificata: Cassano Magnago
- Seconda classificata: Jomi Salerno
- Terza classificata: AC Life Style Erice
- Quarta classificata: Cassa Rurale Pontinia
- Quinta classificata: Brixen Südtirol
- Sesta classificata: Casalgrande Padana
- Settima classificata: Starmed-TMS Teramo
- Ottava classificata: Venplast Dossobuono

## Risultati

### Tabellone
|  | Quarti di finale | Quarti di finale | Quarti di finale |                 |                 | Semifinali      | Semifinali | Semifinali |  |  | Finale | Finale | Finale |  |
|  |                  |                  |                  |                 |                 |                 |            |            |  |  |        |        |        |  |
|  | 1                | Cassano Magnago  | 24               |                 |                 |                 |            |            |  |  |        |        |        |  |
|  | 1                | Cassano Magnago  | 24               |                 |                 |                 |            |            |  |  |        |        |        |  |
|  | 8                | Dossobuono       | 20               |                 |                 |                 |            |            |  |  |        |        |        |  |
|  | 8                | Dossobuono       | 20               |                 | Cassano Magnago | Cassano Magnago | 23         |            |  |  |        |        |        |  |
|  |                  |                  |                  |                 | Cassano Magnago | Cassano Magnago | 23         |            |  |  |        |        |        |  |
|  |                  |                  | Brixen Südtirol  | Brixen Südtirol | 20              |                 |            |            |  |  |        |        |        |  |
|  | 4                | Pontinia         | Brixen Südtirol  | Brixen Südtirol | 20              | 24              |            |            |  |  |        |        |        |  |
|  | 4                | Pontinia         |                  |                 |                 |                 |            |            |  |  |        |        |        |  |
|  | 5                | Brixen Südtirol  | 25               |                 |                 |                 |            |            |  |  |        |        |        |  |
|  | 5                | Brixen Südtirol  | 25               |                 | Cassano Magnago | Cassano Magnago | 21         |            |  |  |        |        |        |  |
|  |                  |                  |                  |                 |                 |                 |            |            |  |  |        |        |        |  |
|  |                  |                  | Erice            | Erice           | 23              |                 |            |            |  |  |        |        |        |  |
|  | 2                | PDO Salerno      | Erice            | Erice           | 23              | 37              |            |            |  |  |        |        |        |  |
|  | 2                | PDO Salerno      |                  |                 |                 |                 |            |            |  |  |        |        |        |  |
|  | 7                | Teramo           | 27               |                 |                 |                 |            |            |  |  |        |        |        |  |
|  | 7                | Teramo           | 27               |                 | PDO Salerno     | PDO Salerno     | 22         |            |  |  |        |        |        |  |
|  |                  |                  |                  |                 | PDO Salerno     | PDO Salerno     | 22         |            |  |  |        |        |        |  |
|  |                  |                  | Erice            | Erice           | 27              |                 |            |            |  |  |        |        |        |  |
|  | 3                | Erice            | Erice            | Erice           | 27              | 30              |            |            |  |  |        |        |        |  |
|  | 3                | Erice            |                  |                 |                 |                 |            |            |  |  |        |        |        |  |
|  | 6                | Casalgrande      | 23               |                 |                 |                 |            |            |  |  |        |        |        |  |

### Quarti di finale
| Arbitri: | Riello (Torri di Q.lo) Panetta (Perinaldo) |

|             |           |          |
| Squizzato 9 | Marcatori | Rejeb 12 |

| Arbitri: | Dionisi Maccarone (L'Aquila) |

|           |           |            |
| Barbosu 6 | Marcatori | Mazzieri 4 |

| Arbitri: | Fato Guarini (Fasano) |

|                |           |         |
| Ateba Engadi 9 | Marcatori | Babbo 7 |

| Arbitri: | Dionisi Maccarone (L'Aquila) |

|             |           |         |
| Storozhuk 6 | Marcatori | Iyamu 9 |

### Semifinali
| Arbitri: | Merisi (Gallarate) Pepe (Sassari) |

|              |           |              |
| Rossomando 7 | Marcatori | Manojlović 9 |

| Arbitri: | Schiavone (Siracusa) Fornasier (Merano) |

|         |           |          |
| Gozzi 7 | Marcatori | Hilber 7 |

### Finale
| Arbitri: | Fato Guarini (Fasano) |

|                                                                        |           |                                                          |
| Gozzi 6 Manfredini 4 Zanellini 4 Barbosu 3 Cobianchi 2 Laita 1 Ponti 1 | Marcatori | Tarbuch 7 Ekoh 4 Losio 4 Manojlović 3 Storozhuk 3 Nkou 2 |